# 박승철 (바둑 기사)
박승철(朴昇哲, 1982년 4월 11일 ~ )은 대한민국의 바둑 기사이다.

## 출신 학교
- 한양사이버대학교

## 약력
권갑용 바둑도장 문하생으로 1998년에 입단했다. 당시 고양시 덕양구 삼송동에 거주하고 있었다. 1993년 제9회 오리온배 쟁탈 남자부 우승하여, 그의 친동생 박승현이다. 제5회 삼성화재배 본선16강, 2001,2002,2004년 중국바둑리그 갑조출전. 2006년 중국바둑리그 을조출전.
2006년 제3기 전자랜드배 왕중왕전 청룡부에서 홍성지에 져서 준우승을 차지했다.
2007년 kb바둑리그 kixx팀으로 출전.
2013년 실내무도아시안게임 한국바둑대표팀 코치.
2013년 한국바둑국가대표 코치로 활약.
2015년에는 (재)한국기원 사무국에 입사했다.
2016년 12월, 8단으로 승단했다.